# Кромберг (Каліфорнія)
Кромберг (англ. Cromberg) — переписна місцевість (CDP) в США, в окрузі Плумас штату Каліфорнія. Населення — 272 особи (2020).

## Географія
Кромберг розташований за координатами 39°52′6″ пн. ш. 120°41′25″ зх. д. / 39.86833° пн. ш. 120.69028° зх. д. (39.868389, -120.690374).  За даними Бюро перепису населення США в 2010 році переписна місцевість мала площу 23,35 км², уся площа — суходіл.

## Демографія
Згідно з переписом 2010 року, у переписній місцевості мешкала 261 особа в 121 домогосподарстві у складі 81 родини. Густота населення становила 11 особа/км².  Було 188 помешкань (8/км²).
Расовий склад населення:
| - 91,6 % — білих - 2,3 % — азіатів - 1,9 % — корінних американців - 1,1 % — осіб інших рас |

До двох чи більше рас належало 3,1 %. Частка іспаномовних становила 6,9 % від усіх жителів.
За віковим діапазоном населення розподілялося таким чином: 11,1 % — особи молодші 18 років, 62,8 % — особи у віці 18—64 років, 26,1 % — особи у віці 65 років та старші. Медіана віку мешканця становила 53,3 року. На 100 осіб жіночої статі у переписній місцевості припадало 91,9 чоловіків;  на 100 жінок у віці від 18 років та старших — 88,6 чоловіків також старших 18 років.
Середній дохід на одне домашнє господарство  становив 33 284 долари США (медіана — 25 417), а середній дохід на одну сім'ю — 36 296 доларів (медіана — 31 250). 
Цивільне працевлаштоване населення становило 59 осіб. Основні галузі зайнятості: освіта, охорона здоров'я та соціальна допомога — 71,2 %, будівництво — 20,3 %, мистецтво, розваги та відпочинок — 8,5 %.